# Danieł Mitow
Danieł Pawłow Mitow, bułg. Даниел Павлов Митов (ur. 4 grudnia 1977 w Sofii) – bułgarski politolog i polityk, parlamentarzysta, w latach 2014–2017 minister spraw zagranicznych, od 2025 minister spraw wewnętrznych.

## Życiorys
Ukończył nauki polityczne na Uniwersytecie Sofijskim im. św. Klemensa z Ochrydy. Kształcił się także na Nowym Uniwersytecie Bułgarskim. Pracował w organizacjach pozarządowych i edukacyjnych, był wiceprezesem partii Demokraci na rzecz Silnej Bułgarii oraz współzałożycielem Ruchu „Bułgaria na rzecz Obywateli”. Zawodowo związany także z amerykańskim National Democratic Institute, był m.in. menedżerem projektu ds. rozwoju partii politycznych w Iraku. Z ramienia NDI pracował również w Libii, Jemenie i Tunezji.
6 sierpnia 2014 objął urząd ministra spraw zagranicznych w przejściowym gabinecie, na czele którego stanął Georgi Bliznaszki. 7 listopada tego samego roku ponownie powołany na to stanowisko (z rekomendacji Bloku Reformatorskiego) w drugim rządzie Bojka Borisowa. Zakończył pełnienie tej funkcji w styczniu 2017.
Związał się z partią GERB, w wyborach z kwietnia 2021 z ramienia koalicji tej formacji i SDS uzyskał mandat posła do Zgromadzenia Narodowego 45. kadencji. W tym samym miesiącu był jej kandydatem na premiera, nie zdołał jednak utworzyć rządu. W lipcu 2021, listopadzie 2021, październiku 2022, kwietniu 2023, czerwcu 2024 i październiku 2024 z powodzeniem ubiegał się o poselską reelekcję na 46., 47., 48., 49., 50. i 51. kadencję.
W styczniu 2025 dołączył do nowo powołanego rządu Rosena Żelazkowa, obejmując w nim stanowisko ministra spraw wewnętrznych.